# Fink bro.
fink bro.（フィンク・ブロー）は、音楽プロデューサーユニットである。2008年1月結成。プライム所属。

## メンバー
- 間 力（はざま ちから） - 通称 RICKY（りっきー） - プログラミング担当
- 浮田 学（うきた まなぶ） - 通称 BU-NI（ぶーにー） - キーボード担当

## 主な作品
- Boyfriend/Girlfriend（田中ロウマ feat. melody.）作曲
- Near-thoughtful・1220- （天上智喜）作曲・編曲
- カミツレ （中川翔子）編曲
- Cafe Wonderland （リュ・シウォン）作曲・編曲
- やる気花火 （渡り廊下走り隊）編曲
- 上を向いて歩こう （Sunya）編曲
- Secret、秘密 （宏美） 作曲・編曲
- Someday Somewhere Someone  （The New Classics）編曲
- シングル 泣きたくなるけどより Lights and Shades（傳田真央）編曲
- アルバム I AMより（傳田真央）
  - Be My Hero 作曲・編曲
  - Breath In Love、Butterfly、リトルメアリ 編曲